# Народно-демократическое движение (Намибия)
Народно-демократическое движение (англ. Popular Democratic Movement, PDM), в 1977—2015 — Демократический альянс Турнхалле (англ. Democratic Turnhalle Alliance, DTA), в 2015—2017 — DTA of Namibia — намибийская консервативная политическая партия. Создано в 1977 году как коалиция политических организаций Юго-Западной Африки, ориентированных на сотрудничество с властями ЮАР. Противостоял движению СВАПО во время войны за независимость. В независимой Намибии — блок правой оппозиции, затем правая оппозиционная партия.

## Создание
В 1975—1977 годах южноафриканская администрация Юго-Западной Африки (ЮЗА, подмандатная территория ЮАС/ЮАР, с 1966 года рассматривалась ООН как незаконно оккупированная) организовала в Виндхуке конституционную конференцию. В форуме приняли участие лояльные режиму ЮАР политические организации ЮЗА. Заседания проходили в здании Турнхалле, которое дало название и конференции, и политической структуре.
Конференция одобрила конституционный проект, приняла решение о создании переходного правительства и назначила проведение многорасовых выборов. При этом сохранялись «особые отношения» с ЮАР и ряд элементов апартеида. 5 ноября 1977 года организации-участники сформировали коалицию, получившую название Демократический альянс Турнхалле (DTA). Этот блок консервативных сил противостоял марксистскому повстанческому движению СВАПО, которое рассматривалось как орудие коммунистического захвата Юго-Западной Африки, аналогичное МПЛА и ФРЕЛИМО. Геополитическая ситуация в регионе вызывала особую тревогу после установления просоветских режимов в Мозамбике и соседней Анголе.
Президентом DTA стал племенной вождь гереро Клеменс Капууо, председателем — лидер африканерских националистов ЮЗА, депутат парламента ЮАР от Национальной партии Дирк Мадж.

## Организации и руководители

### Учредители альянса
Учредителями DTA выступили:
- Республиканская партия (RP) — политическая организация белых намибийцев, в основного африканерского и немецкого происхождения;

- Демократическая организация национального единства (NUDO) — политическая организация гереро;

- Намибийская демократическая партия Турнхалле (NDTP) — политическая организация нама;

- Национально-демократическая партия (NDP) — политическая организация овамбо;

- Альянс бушменов (BA);

- Делегация Каприви;

- Ассоциация бастеров Рехобота (RBA);

- Альянс тсвана (TA);

- Демократический объединённый фронт народов Юго-Западной Африки (SWAP-DUF) — политическая организация дамара;

- Партия национально-демократического единства (NDUP) — политическая организация каванго;

- Христианско-демократический союз (CDU) — политическая организация цветных намибийцев;

- Лейбористская партия Юго-Западной Африки (SWALP).

В 1985 к DTA присоединилась Объединённая демократическая партия (UDP) — политическая организация лози.
Таким образом, почти все организации-участники структурировались по расовому либо этноплеменному признаку.

### Руководители альянса
В руководстве DTA разделялись посты президента как политического лидера и председателя как оперативного руководителя. Первым президентом альянса был умеренный по взглядам и весьма популярный гереро Клеменс Капууо (партия NUDO). В марте 1978 года Капууо был убит при невыясненных обстоятельствах; СВАПО и власти ЮАР возложили вину друг на друга.
Преемником Капууо во главе DTA стал основатель NDP, лютеранский священник и глава Овамболенда Корнелиус Нджоба. Пост вице-президента занял основатель RBA, капитан (вождь) общины бастеров, глава Рехобота и известный хирург Бен Африка.
В 1980 года Корнелиуса Нджобу сменил англиканский священник Петер Калангула (NDP). В 1983 году Нджоба, отличавшийся особой политической жёсткостью и обладавший широкой популярностью, был убит в результате теракта, устроенного, предположительно, партизанами СВАПО.
Короткое время в 1982 году президентом DTA был Бен Африка. Его сменил верховный вождь гереро и лидер NUDO Куаима Рируако. Реальное политическое руководство DTA находилось в руках бессменного председателя Дирка Маджа, возглавлявшего Республиканскую партию. Главной задачей альянса Мадж считал максимальное противодействие СВАПО.

## Альянс в Юго-Западной Африке (1977—1989)
На выборах 1978 года DTA получил более 82 % голосов и 41 парламентский мандат из 50. Этот успех был связан с неучастием в выборах СВАПО и, по ряду утверждений, с силовым давлением войск ЮАР. Правительство ЮЗА формировалась из представителей DTA, в 1980—1983 годах кабинет непосредственно возглавлял Дирк Мадж.
Осложнение военно-политической ситуации в ходе войны за независимость Намибии привело к тому, что в январе 1983 года власти ЮАР распустили Совет министров и Национальное собрание ЮЗА. Было восстановлено прямое оккупационное правление. Оно продолжалось до июня 1985 года, когда была сформировано «переходное правительство национального единства» во главе с генеральным администратором Луисом Пиенаром. Вновь собралось Национальное собрание, в котором наиболее многочисленной была фракция DTA.
Политический курс DTA определялся консервативной идеологией организаций-участников, лояльностью к ЮАР и антикоммунистическими установками Дирка Маджа. Альянс фактически дублировал в ЮЗА политику правительства Питера Боты — жёсткое противостояние марксистским повстанцам, умеренные реформы, повышение автономии бантустанов.

## Альянс в переходный период (1989—1990)
В 1989 году ускорился процесс перехода Намибии к независимости. Состоялись всеобщие выборы, победу на которых одержала СВАПО. DTA показал себя как главная оппозиционная сила, получив 28,6 % голосов и 21 место из 72 в новой Национальной ассамблее. Наилучшие результаты альянс показал в бантустанах, особенно в районах компактного проживания гереро и нама, а также в Полосе Каприви.
Намибийский DTA оказался организацией, гораздо более сильной и устойчивой, чем аналогичные по типу структуры Родезии — UANC, ZUPO, UNFP — потерпевшие сокрушительное поражение в Зимбабве. Результат альянса на выборах 1989 года превосходил даже показатель Инкаты в ЮАР в 1994 году.
Независимость Намибии было провозглашена 21 марта 1990 году. Правительство СВАПО и президент Сэм Нуйома повели компромиссную политику в отношении белой общины. Дирк Мадж был назначен министром финансов.

## Альянс в Намибии (1990—2013)

### Руководство Муйонго
В первые годы независимости Намибии DTA возглавлял Мишаке Муйонго, бывший вице-президент СВАПО (этнический лози). В 1985 году Муйонго порвал с Сэмом Нуйомой и создал Объединённую демократическую партию (UDP), вступившую в DTA. Харизма и популярность Муйонго позволили ему на президентских выборах 1994 года конкурировать с Нуйомой в качестве кандидата DTA. Муйонго занял второе место, получив 23 % голосов (однако парламентское представительство DTA снизилось до 15 депутатов). Интересно, что левый радикал Муйонго эффективно возглавлял правоконсервативный DTA.
В том же 1994 году Муйонго создал Армию освобождения Каприви, которая повела борьбу за отделение Полосы Каприви, населённой народностью лози. В 1998 году в Каприви произошёл серьёзный вооружённый конфликт. Муйонго потерпел поражение от правительственных войск и вынужден был бежать из Намибии.

### Руководство Кауры
С 1998 по 2013 год президентом DTA являлся бывший школьный учитель и политэмигрант Катуутире Каура (этнический гереро, ранее состоял в СВАНУ и NUDO). Председателем DTA при президенте Кауре был предприниматель Йохан де Вааль.
В 1999 и 2004 годах Каура баллотировался в президенты и набрал, соответственно, 9,6 % и 5,1 % голосов. На выборах 2009 года лидера DTA поддержали менее 3 %. В период руководства Кауры влияние альянса последовательно снижалось. Парламентская фракция сократилась до 2 депутатов по результатам выборов 2009 года. В 2003 году из DTA вышли Республиканская партия и партия NUDO.

## Партийная реформа

### «Восстание молодых»
7 сентября 2013 года молодые активисты DTA добились отстранения 72-летнего Кауры. Новым президентом альянса был избран 36-летний Макгенри Венаани (этнический гереро), который давно претендовал на партийное руководство. На выборах 2014 года кандидат в президенты Венаани собрал почти 5 % голосов. Такую же поддержку получил DTA на выборах Национальной ассамблеи (5 мандатов из 96). Эти результаты не являлись высокими, но заметно превосходили показатели последнего периода Кауры.
В феврале 2015 года Макгенри Венаани объявил глубокую реформу альянса, переход к «новой идентичности», «освобождение от оков прошлого». Коалиционный альянс преобразовался в партию под названием DTA of Namibia. Идеологически партия стоит на прежних социально-консервативных позициях, требует сокращения военных расходов, повышения расходов социальных. Йохан де Ваал в бытность депутатом от DTA резко критиковал правительство СВАПО за некомпетентность финансовой политики. Макгенри Венаани акцентирует популистские лозунги ускоренной земельной реформы:

СВАПО за 25 лет не провела перераспределения на земельном рынке. Массы намибийцев не имеют участка земли, который они могли бы назвать своим.

### Руководство Венаани
4 ноября 2017 года партия была переименована в Народно-демократическое движение — Popular Democratic Movement (PDM).

Венаани заявил, что смена названия партии окончательно ликвидирует «колониальный» альянс Турнхалле… Новое имя партии он объяснил следующим образом: Народное — «всё для народа и силами народа», Демократическое — «партия боролась за демократию и принадлежит к основателям намибийской демократии», Движение — «партия и намибийский народ постоянно развиваются, они живы, а не статичны».

Декларированные Макгенри Венаани глубокие перемены побудили Катуутире Кауру порвать с партией, в которой он состоял 40 лет и перейти к СВАПО, с которой он на протяжении 40 лет вёл непримиримую борьбу. Представители СВАПО назвали «ошибкой Венаани» попытку возродить партию, созданную в иную историческую эпоху, с другими целями, и ради «чужих интересов». По их мнению, DTA имел смысл только как политический инструмент властей ЮАР, а в независимой Намибии «единственный его успех в том, что он вообще существует». Сам Макгенри Венаани подчёркивает, что речь идёт не просто о ребрендинге и смене имиджа, но о готовности реально бросить вызов правящей партии на выборах 2019 года и открыть новую эру в истории Намибии: с «отбрасыванием бедности» и кардинальной трансформацией экономической структуры, отходом от сырьевой зависимости.
На выборах 2019 года Макгенри Венаани как кандидат в президенты собрал около 44 тысяч голосов — более 5,3 %. Этот показатель почти не изменился за пять лет. Но кандидатом объединённой оппозиции выступал не лидер PDM, а независимый Пандулени Итула, которому и достались основные голоса, поданные против СВАПО — 29,5 %. Президентом вновь был избран глава СВАПО Хаге Гейнгоб. Значительный рост влияния PDM был отмечен при парламентских выборах: свыше 136 тысяч избирателей — более 16,6 %. Это обеспечило 16 мандатов в Национальной ассамблее.

## Президенты DTA
- Клеменс Капууо (1977—1978)
- Корнелиус Нджоба (1978—1980)
- Петер Калангула (1980—1982)
- Бен Африка (1982)
- Куаима Рируако (1982—1990)
- Мишаке Муйонго (1990—1998)
- Катуутире Каура (1998—2013)
- Макгенри Венаани (с 2013)

## Международные связи
DTA—PDM входит в объединение консервативных партий Международный демократический союз (IDU). С февраля 2019 Макгенри Венаани — президент континентального объединения правых и правоцентристских партий Демократический союз Африки (UDA, своего рода филиал IDU). Вновь избран на этот пост 25 сентября 2020.